# مجموعه ورزشی شهید بابایی
مجموعه ورزشی شهید بابایی یکی از مراکز ورزشی در شهر قزوین و در کشور ایران است. این مجموعه دارای ۲ سالن ورزشی است که یکی از آن‌ها مختص به جانبازان و معلولین و دیگری به صورت چند منظوره مورد استفاده قرار می‌گیرد.

سالن ورزشی چند منظوره با ظرفیت ۲۵۰۰ نفر و وسعت ۲۱۶۰ مترمربع در ضلع غربی و سالن جانبازان و معلولین با وسعت ۱۵۰۰ متر مربع در ضلع شرقی مجموعه قرار دارد.

## نام گذاری سالن
مسئولین استان قزوین تصمیم گرفتند نام این سالن را به نام شهید بابایی شهید قزوینی نام‌گذاری کنند.